# Rhabdomastix (Rhabdomastix) flavidula
Rhabdomastix (Rhabdomastix) flavidula is een tweevleugelige uit de familie steltmuggen (Limoniidae). De soort komt voor in het Oriëntaals gebied.